# Герб Вендаша-Новаша
Ге́рб Ве́ндаша-Но́ваша — офіційний символ міста Вендаш-Новаш, Португалія. Використовується як територіальний герб. У чорному щиті корковий дуб зі срібною кроною і кореневищем, зеленими жолудями і облупленим червоним стовбуром. Обабіч нього дві золоті гранати з червоним полум'ям. Щит увінчує срібна мурована міська корона з п'ятьма вежами. Внизу ланцюг із зіркою Ордена Вежі й Меча.
Під щитом біла стрічка, на якій великими літерами напис португальською: «cidade de Vendas Novas» (місто Вендаш-Новаш).  Офіційно затверджений 26 січня 1995 року. Створений на основі попереднього містечкового герба, ухваленого 3 червня 1963 року.

## Галерея

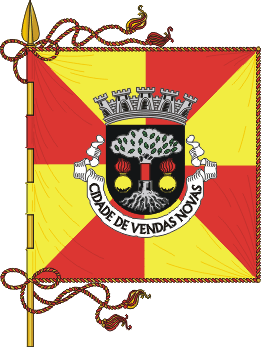
Прапор